# Kevin Rodney Sullivan
Kevin Rodney Sullivan, né le 3 août 1958 à San Francisco, est un acteur, scénariste, réalisateur et producteur américain.

## Filmographie

### Acteur
- 1979 : American Graffiti, la suite
- 1980-1984 : Happy Days : Tommy
- 1982 : Star Trek 2 : La Colère de Khan
- 1984 : Les Aventures de Buckaroo Banzaï à travers la 8e dimension

### Réalisateur
- 1990 : Moe's World (1990) (TV)
- 1993 : Boy Meets Girl (1993)
- 1996 : America's Dream (téléfilm) coréalisé avec Bill Duke et Paris Barclay
- 1996 : La Couleur du baseball (Soul of the Game) (TV)
- Sans complexes (How Stella Got Her Groove Back) (1998)
- Father Lefty (2002) (TV)
- Conviction (2002) (TV)
- The Law and Mr. Lee (2003) (TV)
- Barbershop 2 (2004)
- Black/White (Guess Who) (2005)
- A.K.A. (2006) (TV)
- 30 Rock (2008) (TV)
- Retour à Lincoln Heights (2009) (TV)
- Les Mystères d'Eastwick (2010) (TV)
- Modern Family (2010) (TV)
- NCIS : Enquêtes spéciales (2011) (TV)